# Cadran commémoratif

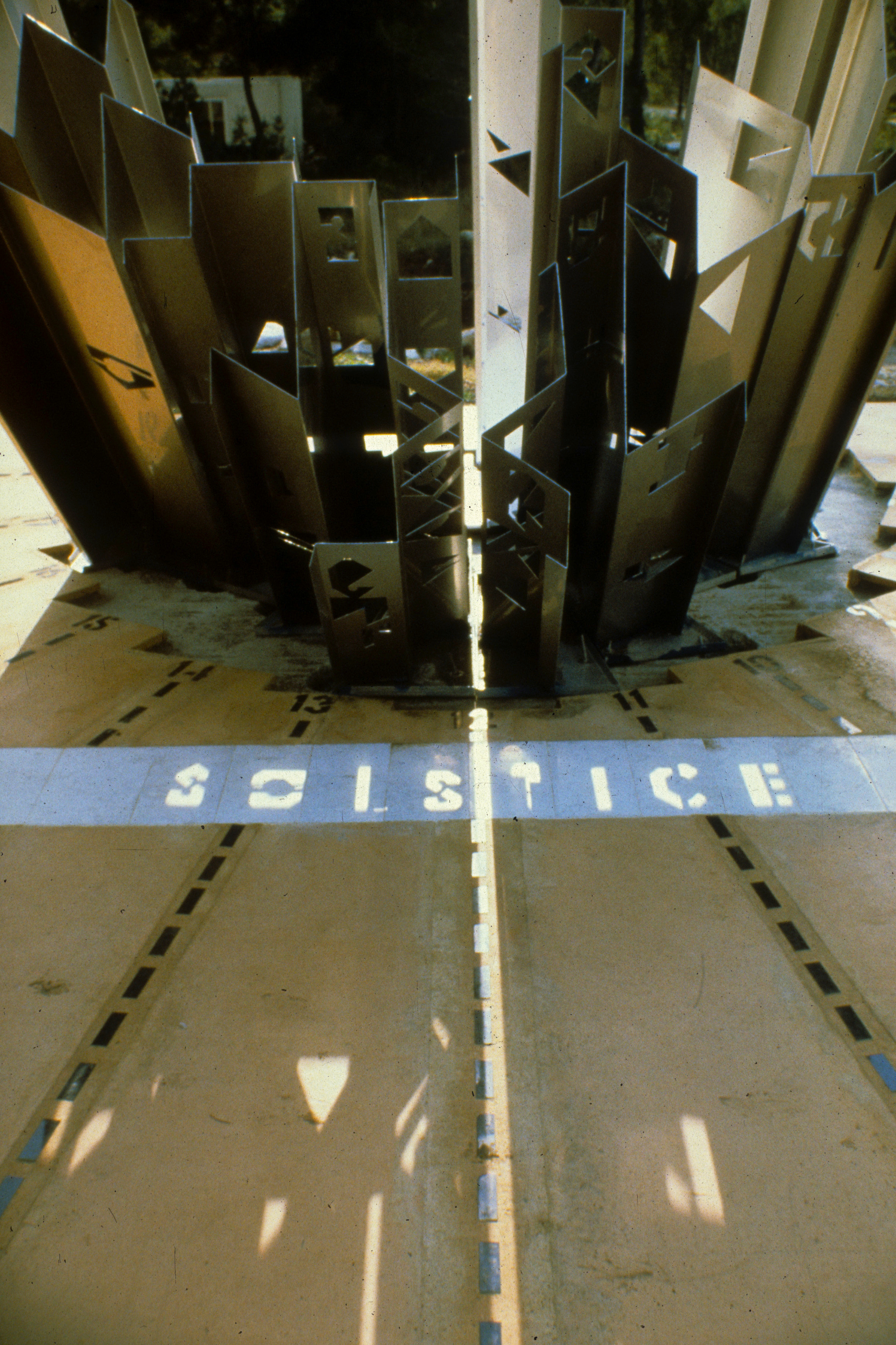
Cadran solaire commémoratif de Sophia Antipolis (photo prise à midi solaire le jour du solstice d'été)

Un cadran solaire commémoratif ou cadran commémoratif, appelé memorial dial en anglais est un cadran solaire commémorant, par une fonctionnalité spécifique du cadran, un événement ayant eu lieu, ou se reproduisant, à une heure et une date donnée. Afin de réaliser un tel cadran, il convient donc, en base, de déterminer l'azimut et la hauteur du soleil, au lieu d'installation du cadran, correspondant à l'évènement qui est à commémorer.
Par extension, on peut également inclure dans ce type de cadran des dispositifs n’étant pas à proprement parler des cadrans solaires (qui indiquent le temps solaire tout au long de l’année) mais qui utilisent néanmoins les rayons du soleil pour commémorer un événement.

## Exemples de cadrans commémoratifs
Un exemple de cadran commémoratif, est le canon solaire ou canon de midi, qui était en usage au XVIIIe siècle, notamment sous la forme de petits dispositifs portatifs. Il était constitué d’un cadran solaire horizontal et d’un canon associé à une loupe qui concentrait, à midi solaire, les rayons du soleil vers le système de mise à feu du canon. Il permettait donc, tous les jours, de signaler par un coup de canon le midi solaire, ce qui permettait de régler sa montre à cette époque.
Un autre exemple beaucoup plus récent est le cadran solaire, lauréat d'un concours international, réalisé en 1982 sur le site de l'Ecole des mines de Paris à Sophia Antipolis. Il est constitué de poutres d’aluminium parallèles (entre elles et à l'axe de rotation de la Terre), permettant, chaque heure, de projeter un rayon de soleil sur le sol et d'indiquer ainsi l'heure solaire. Ces poutres sont en outre perforées de telle manière qu'autour des solstices et des équinoxes, à midi solaire, les mots SOLSTICE et ÉQUINOXE apparaissent sur le sol.

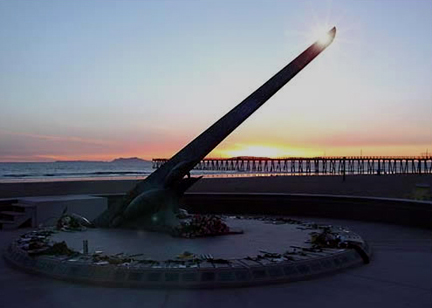
Cadran solaire commémoratif de Port Hueneme (États-Unis)

Un dernier exemple encore plus récent est le cadran solaire monumental, cadran horizontal installé sur le bord de mer à Port Hueneme dans le sud de la Californie, près de l’endroit où le vol 261 d’Alaska Airlines s’est écrasé le 31 janvier 2000. À l’heure de l’accident, chaque 31 janvier, l’ombre du cadran solaire vient recouvrir une plaque rendant hommage aux victimes.
D’autres mémoriaux dédiés aux victimes de guerre ou de tragédies, n’étant pas à proprement parler des cadrans solaires mais répondant à la définition de cadran commémoratif, peuvent être cités :
- Le Mémorial des vétérans d’Anthem en Arizona (États-Unis), constitué d’un ensemble de 5 dalles de marbres verticales, perforées de telle manière qu’à 11 h 11 au soleil, chaque 11 novembre, le Soleil vienne éclairer le Grand sceau des États-Unis reproduit sur le sol
- Le Sanctuaire du Souvenir près de Melbourne en Australie dans lequel un rayon de soleil vient toucher la « Pierre du Souvenir » à 11 h chaque 11 novembre
- Le cadran, commémorant les attentats du 11 septembre 2001, installé en 2018 à Tampa en Floride (États-Unis). Tous les ans, à l’heure même où le premier avion a heurté l’une des tours du World Trade Center, l’ombre du soleil au pied de la sculpture vient recouvrir une plaque commémorative.